# Piper annulatispicum
Piper annulatispicum är en pepparväxtart som beskrevs av Trel. & Yunck.. Piper annulatispicum ingår i släktet Piper och familjen pepparväxter. Inga underarter finns listade i Catalogue of Life.